# ГЕС Свіфт 2
ГЕС Свіфт 2 — гідроелектростанція у штаті Вашингтон (Сполучені Штати Америки). Знаходячись між ГЕС Свіфт 1 та ГЕС Yale, входить до складу каскаду на річці Lewis, яка дренує західний схил Каскадних гір та впадає праворуч до Колумбії (має устя на узбережжі Тихого океану на межі штатів Вашингтон та Орегон).
Відпрацьована на станції Свіфт 1 вода потрапляє у прокладений по правобережжю канал, який веде до машинного залу Свіфт 2. Оскільки при цьому відсутні додаткові водозабори, обидві ГЕС працюють в однаковому режимі. Канал має довжину 5 км, площу водного дзеркала 0,4 км2 та потребує для свого заповнення 3 млн м3 води. В 2002-му у ньому утворився провал до лавового тунелю, що призвело до аварії із затопленням машинного залу. Відновлювальні роботи тривали чотири роки та включали спорудження у руслі первісного каналу нової облицьованої бетоном споруди.
Основне обладнання станції Свіфт 2 становлять дві турбіни типу Френсіс потужністю по 35 МВт, які використовують напір у 34 метри.
Видача продукції відбувається по ЛЕП, розрахованій на роботу під напругою 230 кВ.